# فطين (اسم)
فطين هو اسم علم مذكر من أصل عربي، ومعناه هو صيغة مبالغة من فاطن، والفطنة هي الذكاء، والمعنى الذكي العالم السريع الفهم المتذكر الماهر.

## شخصيات تحمل الاسم
- فطين رشدي زورلو (سياسي تركي، 20 أبريل 1910 – 16 سبتمبر 1961)
- فطين عبد الوهاب (مخرج أفلام مصري، 1913[3] – 1972[3])

## وصلات خارجية
- موسوعة السلطان قابوس لأسماء العرب نسخة محفوظة 5 أبريل 2019 على موقع واي باك مشين.